# 維訥貝格山
48°9′50″N 16°21′2″E / 48.16389°N 16.35056°E

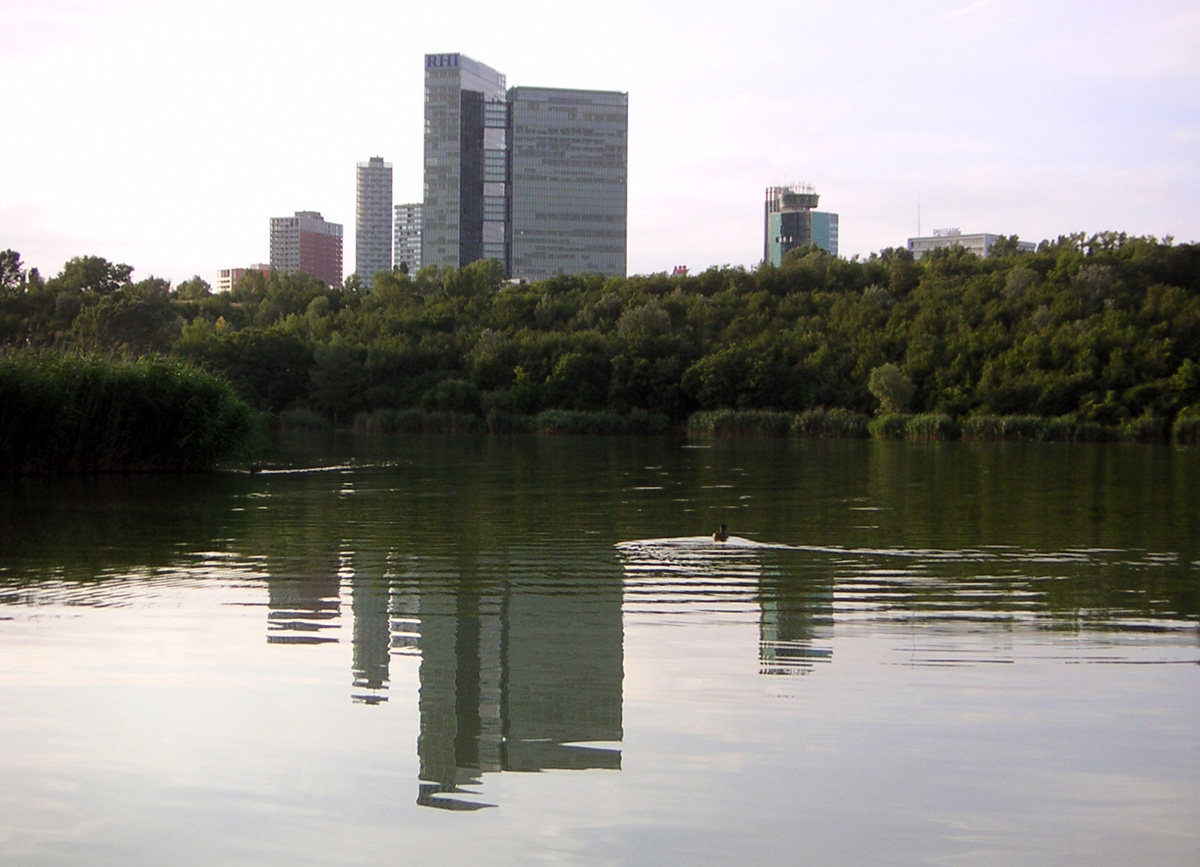

維訥貝格山（德語：Wienerberg），是奧地利的山峰，位於該國東北部，由維也納負責管轄，屬於維也納林山的一部分，海拔高度244米，每年平均降雨量904毫米。